# Mexická ekonomická krize
Mexická ekonomická krize nebo též Mexická finanční krize započala v 80. letech 20. století. Jejími hlavními příčinami byla neschopnost udržet platební bilanci běžného účtu, zanechání poskytování úvěrů Rozvojovým zemím a financování zahraničního dluhu krátkodobými půjčkami. Během 90. let mexická vláda věřila v levnější půjčky nahrazené dluhem denominovaným v dolarech. Na to tehdejší měnová politika nedokázala reagovat a ignorovala pokles poptávky po domácí měně, kterou ponechávala stále ve stejné výši. Mexiko se ze své krize pomalu dostalo kolem roku 1996.

## Počátky finanční krize v 80. letech
Počátky mexické finanční krize v 80. letech, která měla obrovský dopad na tehdejší rozvojové ekonomiky, se datuje k roku 1982, kdy Mexiko vyhlašuje moratorium za účelem splacení svého zahraničního dluhu. Příčinou této krize bylo ukončení poskytování úvěrů rozvojovým zemím. Toto odstartovalo úpadek hospodářského růstu.

## Stabilizační program
Mexiko se pokusilo stabilizaci trhu, plán moratoriem však selhal, a tak roku 1987 vyhlásila nový stabilizační program. Jedním z mnoha aspektů neúspěšného programu byla také změna vlády v letech 1982–1988.

### První pokus o stabilizační program
Stabilizační program se týkal restriktivní měnové a fiskální politiky, fixního měnového trhu a také urychlení strukturálních reforem. Program však selhal roku 1988. Toto selhání zapříčinilo zvýšení schodku běžného účtu a platební bilance.

### Druhý pokus o stabilizační program
Roku 1988 byla pro novou vládu prioritou nastavit fiskální restrikce a důchodová politika prioritou, z důvodu zamezení nadměrného růstu mezd. Následovalo modifikování kurzového režimu a byl zaveden tzv. posuvný kurz, kde se vyhlašovala míra devalvace. Vláda se také zaměřila na privatizaci, deregulaci a finanční liberalizaci, kterou podpořil mezinárodní měnový fond (MMF).

### Výsledky stabilizačního programu
Během pěti let (1987–1992) se míra inflace ze 160 % snížila na 12 %, a tak byla hrozba hyperinflace odvrácena. Pokles inflace doprovázel hospodářský růst. Ovšem schodek platební bilance se nadále prohluboval a to tak, že roku 1992 byl schodek 7,5 % HDP, a to z důvodu silného růstu importu. Stabilizační program sice dokázal zlepšit finanční pozici veřejných rozpočtů, ale ne u běžných účtů.

## Ekonomická situace Mexika na počátku 90. let
Příčinou špatného vývoje běžného účtu platební bilance byl kurzový režim. Tento režim sloužil jako nástroj ke snížení míry inflace, která měla vyšší rozsah periodických devalvací pesa. Zhodnocení kurzu dosáhlo v letech 1988–1992 až 60 procent. Důvodem neřešeného narůstajícího schodku běžného účtu bylo, že v 90. letech bylo Mexiko podporováno zahraničními investory. Růst schodku byl ještě doprovázen růstem přímých zahraničních investic. Věřilo se v tzv. Lawsonovy doktríny. Jedna pětina přílivu kapitálu do rozvojových zemí, 91 miliard dolarů byla obdržena Mexikem mezi lety 1990–1993, dvě třetiny tohoto přílivu byly portfoliové investice. Ceny na mexické burze vzrostly v daném období o 500 %, a to z důvodu nákupu 22 miliard mexických investic.

### Vliv Lawsonovy doktríny
Lawsonova doktrína tvrdila, že veřejný rozpočet je v přebytku, a tak se schodek běžného účtu týká pouze soukromého sektoru a je výsledkem rozhodnutí v rámci soukromých ekonomických subjektů.Tímto způsobem mělo dojít k vyrovnání bez zásahu vlády. Soukromé úspory během období 1987 až 1992 poklesly o 7 % HDP. To bylo vnímáno jako jev dočasný, protože ke korekci skutečně došlo, ale způsobem, který doktrína nepředvídala.

### Rok 1993
Roku 1993 došlo ke zpomalení hospodářského růstu na 0,6 %, zároveň zhodnocení efektivního kurzu pesa o dalších 7 %. Zranitelnost mexické ekonomiky a nedostatečně rychlá korekce v soukromém sektoru však nebyla dostatečně připravená na události, které přišly roku 1994.

### Rok 1994
Události působící na mexickou ekonomiku v průběhu roku 1994, jako byl třeba atentát na prezidentského kandidáta, neudržitelnost platební bilance běžného účtu a financování zahraničního dluhu krátkodobými půjčkami. Hospodářská politika reagovala negativně i na události vnější. V únoru 1994 došlo ke zvýšení americké úrokové sazby na 3,25 %, do listopadu 1994 přicházely zvýšení další, dokud úroková sazba dosáhla 5,5 %. Domácí scéna to nesla těžce, začátkem roku 1994 vypuklo povstání ve státě Chiapas. Následně v březnu 1994, byl spáchán atentát na prezidentského kandidáta Louise Colosia. Stabilizovaná situace byla narušena dalším atentátem v září a to na generálního tajemníka vládnoucí strany Jose Massieu.
V této době se nevědělo o 11 miliardách, které představovaly pokles rezerv centrální banky. Centrální banka se proto rozhodla pro sterilizaci likvidity, která se ukázala být úplnou, a tak došlo k udržování zásob domácí měny. Pokles poptávky po domácí měně, vyšších zahraničních úrokových sazeb se pokusili vyrovnat zvýšením domácích úrokových sazeb. Mexická vláda doufala v levnější půjčky nahrazením dluhem denominovaným v dolarech. Zahraniční investoři se tak nemuseli bát kupovat mexický dluh, protože nemohlo dojít ke ztrátám poklesu hodnoty pesa.
V únoru 1994 bylo pouze 6 % vládního dluhu denominovaným v dolarech (tzv. Tesobonos) a téhož roku v listopadu to byla pouze polovina. Mexická centrální banka ovšem nadále držela nabídku domácího pesa stabilní a nebrala ohled na klesající poptávku po domácí měně. Nedostatečně restriktivní měnová politika, a také růst domácího úvěru vedl opět ke zvýšení schodku běžného účtu platební bilance z důvodu obnovení dovozů. Nakonec schodek překročil 8 % HDP.
Od dubna do října roku 1994 byla mexická ekonomika stabilizována, stejně jako rezervy centrální banky, které se ustálily na 17 miliardách dolarů. V listopadu rezervy klesly o 5 miliard dolarů, peso bylo opět v nebezpečí a nastal velký odliv kapitálu do zahraničí. Mexická centrální banka zveřejňovala rozsah poklesu devizových rezerv s velkým zpožděním a tak o poklesu nevěděl ani Mezinárodní měnový fond (MMF).
20. prosince 1994 se rozšířila horní hranice fluktuačního pásma pesa o 15 %. Peso tak najednou kleslo o 12 %, přičemž nebyl připraven žádný program pro snížení vnější rovnováhy. Z 20. na 21. prosince tak mexické rezervy klesly o 4 miliardy, a tak se od 22. prosince nechalo peso volně plynout a byla oznámena aktivace swapových linek se Spojenými státy a Kanadou v hodnotě 7 miliard USD. Následující den peso kleslo o 20 % na 4,8 pesa za dolar, po vánočních svátcích to bylo 5,7 pesa za dolar. Úrokové sazby domácího dluhu vzrostly a cena akcií zase klesla.
Mexický dluh v domácí měně byl přeměněn během měsíce z 82 na 149 miliard pesa. Devizové rezervy 6 miliard dolarů nebyly dostatečné pro splacení 10 miliard dolarů dluhů, které se byly splatné v prvním čtvrtletí následujícího roku.

## Finanční pomoc Mexiku
2. ledna 1995 byl vyhlášen mezinárodní program finanční pomoci Mexiku, který činil 18 miliard dolarů. Obory a podnikatelé se zavázali k mzdové zdrženlivosti pro zamezení inflační spirály znehodnocením pesa. Mexická vláda oznámila program privatizace a liberalizace zahraničních bank, které mohly v té chvíli získat až stoprocentní podíl v mexických bankách. To vše nebylo dostatečné, a tak americké ministerstvo financí připravilo rozsáhlejší program, který dosáhl částky 50 miliard dolarů.Cílem tohoto programu mělo být obnovení důvěry zahraničních investorů v mexickou měnu, která měla přestat klesat a také obnovit národní úspory.
Krize se projevila i v dalších zemích Latinské Ameriky a v Asii. Obrat nastal až na počátku března 1995, kdy byl vydán mexickou vládou nový stabilizační program. Program se zabýval zvýšením rozpočtových příjmů, snížením rozpočtových výdajů a mezd. Nakonec tedy došlo k zastavení poklesu kurzu a zároveň ke snížení úrokových sazeb.

### Vývoj ekonomické krize po roce 1994
Snížení domácí poptávky vedlo k přeměně schodku běžného účtu a platební bilance během let 1994 a 1995 ze 7 % na 0,6 % HDP. K tomu přispěla fiskální a mzdová restrikce, která zamezila růstu inflace a znehodnocování měny. Zároveň ovšem poklesla ekonomická aktivita a zaměstnanost. V roce 1995 reálný HDP klesl o 6 % a míra nezaměstnanosti se zdvojnásobila na 7,5 %. Mnoho firem si vzaly půjčky v dolarovém kurzu,které nebyly kryty proti kurzovému riziku, proto nebyly schopné splácet úvěry.
V roce 1996 se zlepšila situace investiční aktivity o exportu, zároveň HDP vzrostl o 5 %. Restriktivní měnová politika pokračovala, a tak se inflace snížila na 25 % z původních 52 % přestože schodek běžného účtu platební bilance zůstávala na 0,6 % HDP.

## Příčiny mexické krize
Negativních vlivů na mexickou ekonomiku v průběhu roku 1994 bylo mnoho, např. atentát na prezidentského kandidáta, neudržitelnost platební bilance běžného účtu a financování zahraničního zadlužení krátkodobými půjčkami. Krizi ještě prohloubila hospodářská politika, která nevhodně zareagovala na vnější problémy. Pokud by totiž došlo k přísnější měnové politice a včasnému rozšíření fluktuačního pásma, pak by ke krizi nemuselo dojít. Dalším problémem bylo mezidobí, kdy se zvolil nový prezident.

## Důsledky mexické ekonomické krize
Především šlo o vznik diskuze mezi akademiky, novináři a tvůrci tržních ekonomik na téma příčin a poučení z dané krize. Proběhla také pečlivá analýza činnosti MMF a ustanovila se opatření, proto aby podobná situace už nenastala.

### Vliv mexické krize na Mezinárodní měnový fond
Finanční podpora ve výši 20 miliard byla vůbec nejvyšší, jakou kdy členská země od MMF získala. Finanční pomoc byla řešená velmi rychle, a tak se MMF setkala s kritikou ostatních členských států, se kterými nebyla tato pomoc prokonzultována. Navíc se předpokládá, že finanční pomoc od MMF proběhla především pod nadvládou amerických úřadů. Další kritikou byla nedostatečná informovanost MMF o mexické ekonomické situaci, která vedla k dalšímu předstírání mexické vlády, že je vše v pořádku. Následným zjištění stavu mexické ekonomiky došlo k šoku investorů a ztráty jejich důvěry. MMF se tak po mexické krizi rozhodl zvýšit svojí informovanost, otevřít diskusi s členskými zeměmi a hlídat možnou zranitelnost. Hluboké nedostatky MMF však byly nadále objevovány v dalších finančních krizích.